# 아카로아

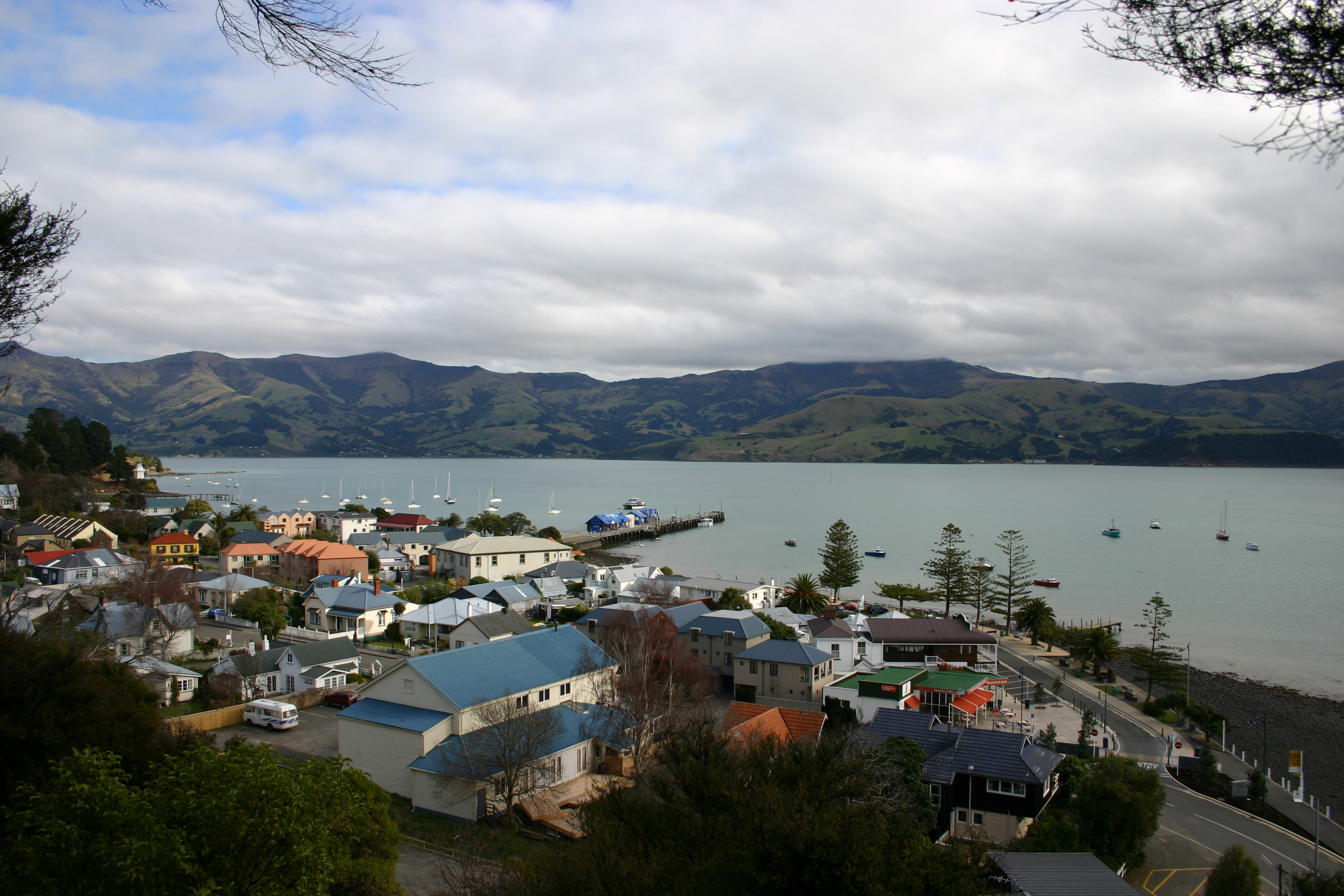

아카로아(Akaroa)는 뉴질랜드 남섬 뱅크스반도에 위치한 도시이다. 마오리어로 "긴 항구"를 의미한다.

## 역사
1840년대에 프랑스에서 포경을 목적으로 하는 이민자들이 이주하여, 뉴질랜드에서 두 번째로 큰 포경 거점이 된다. 지금도 프랑스 색을 짙게 남긴 도시로 존재한다.
시내에는 미술 공예품을 제작 판매하는 공방과 레스토랑, 카페, 숙박 시설 등이 정비되어 있다. 인구는 2001년을 기준으로 576명이며, 여름휴가 기간에는 단기 체류자를 포함 3000명에서 7000명 규모로 인구 증가한다. 2006년에 아카로아의 행정을 담당하는 뱅크스반도 지역이 크라이스트처치 시와 합병했기 때문에 현재는 크라이스트처치 시의 한 구이다.

## 관광
태평양에 접하는 뱅크스반도에 위치하기 때문에 많은 해양 생물이 서식하는 돌고래 관람 투어와 돌고래 (헥토르 돌고래 등)와 헤엄치는 "돌고래 스윔" 흰날개펭귄 관찰 투어 등 각종 생태관광이 개최되고 있다.

## 교통
크라이스트처치에서 국도 75 호선(State Highway 75)을 통해 약 82km, 90분 정도의 거리이기 때문에 휴양 피서지로 인기 있는 도시이다. 크라이스트처치에서 각종 투어 버스도 운행되고 있다. 작은 마을을 위해 마을에서 도보로 이동할 수 있다.